# Ca' Foscari (palazzo)
Ca' Foscari (o Palazzo Foscari) è un edificio di Venezia in stile gotico ubicato nel sestiere di Dorsoduro ed affacciato sul Canal Grande in volta de canal, in angolo con il rio che prende il suo nome.
Vi ha sede l'omonima Università italiana.

## Storia

### Casa delle Due Torri

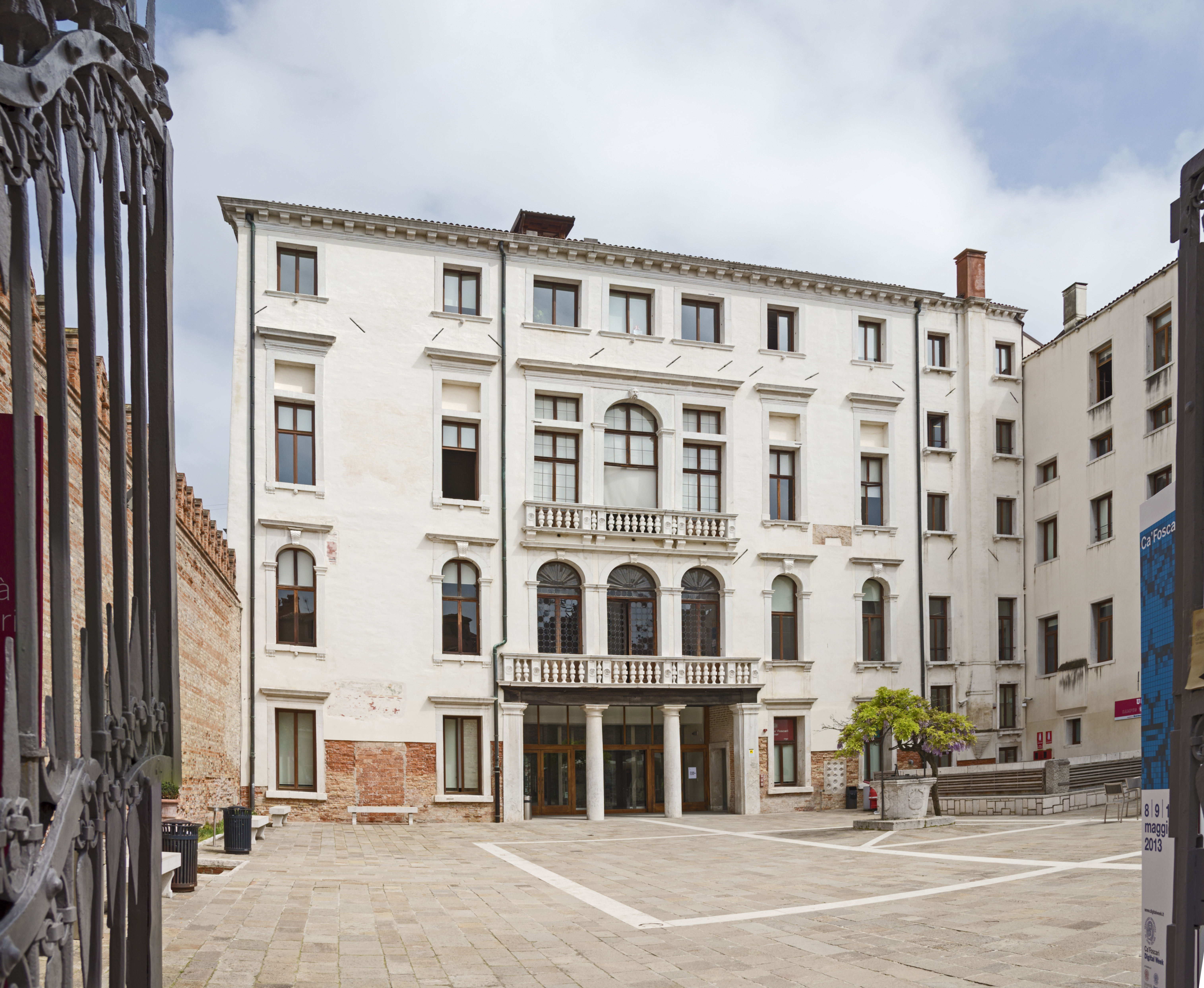
Facciata su Calle Foscari

Al posto del palazzo che attualmente conosciamo come Ca' Foscari, vi era in precedenza un altro palazzo, chiamato "Casa delle Due Torri". Nel 1429 la Repubblica di Venezia acquistò il palazzo da Bernardo Giustinian per farne la residenza di Gianfrancesco Gonzaga, signore di Mantova e vicecapitano dell'esercito della Serenissima. 
Il Gonzaga non si appropriò subito del palazzo e forse non ci abitò mai; così la Casa delle due Torri venne utilizzata per ospitare personaggi illustri ospiti della Serenissima, soprattutto diplomatici.
Nel 1438 il Gonzaga si alleò ai Visconti lasciando la Repubblica di Venezia e nel 1439 la casa venne data a Francesco Sforza, come premio per la riconquista di Verona avvenuta nello stesso anno e per il suo ruolo attivo, sul piano militare, a favore della lega veneto-fiorentina. Lo Sforza soggiornò nel palazzo solo per brevi periodi e nel 1446 iniziò a tramare alle spalle della Serenissima per prendere possesso del ducato di Milano: quando il Consiglio dei Dieci scoprì il tradimento il palazzo gli fu confiscato (1447).

### Ca' Foscari
Nel 1452 il palazzo fu messo all'asta e acquistato dal doge Francesco Foscari, per aggiungere un importante immobile al patrimonio familiare. Una volta acquistata, la Casa delle Due Torri venne abbattuta, sia per costruire un palazzo più imponente, sia per cancellare il ricordo dello Sforza.
L'autore del palazzo fu Bartolomeo Bono che per volere del doge aveva già eretto tra il 1438 e il 1443, assieme al padre Giovanni, la porta della Carta del Palazzo Ducale.
I lavori iniziarono nel 1453 e per il doge fu possibile trasferirsi in questa nuova casa solo pochi giorni prima di morire, nel 1457. La casa rimase in possesso della famiglia Foscari.
Il palazzo fu utilizzato come residenza per gli ospiti della Serenissima, come sovrani europei e diplomatici. Per la Regata Storica, o per festeggiare gli ospiti della Repubblica in visita a Venezia, i Foscari organizzarono spesso feste nei piani nobili del palazzo.

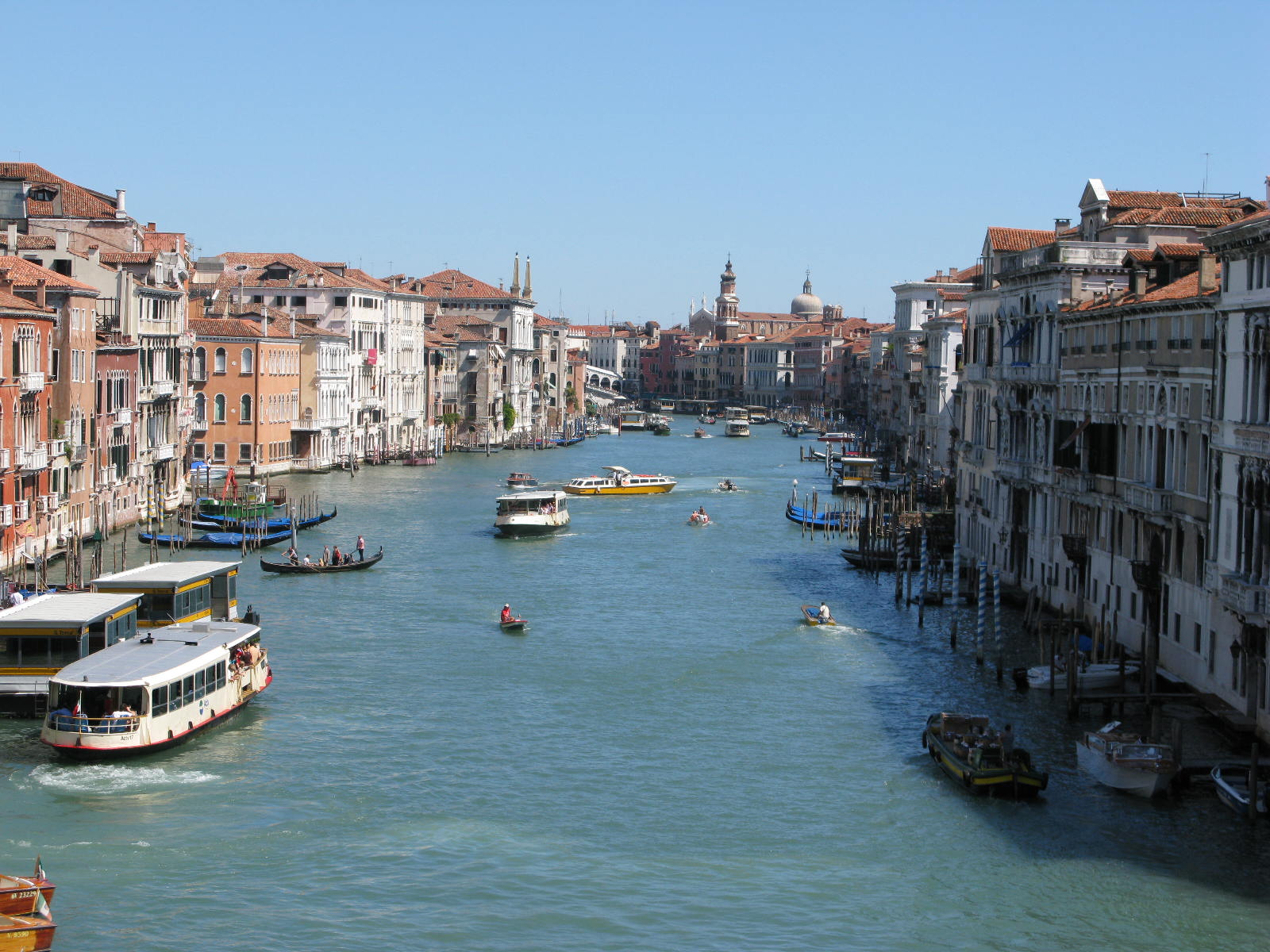
Ca' Foscari: vista sul Canal Grande verso Rialto dal secondo piano

Grazie alla sua collocazione in volta del Canal, ossia sulla curva più ampia del Canal Grande, che consente di spaziare con la vista dal Ponte di Rialto alle Gallerie dell'Accademia, il secondo piano fu scelto da molti pittori (come Giovanni Antonio Canal detto Canaletto, Michele Marieschi, Francesco Guardi) come postazione per dipingere vedute del Canal Grande. Due opere del Canaletto furono dipinte dal secondo piano del palazzo: Canal Grande da Ca' Balbi verso Rialto (1720 - 1723, Museo del Settecento veneziano a Ca' Rezzonico) e Regata sul Canal Grande (1732 circa, Windsor, Royal Collection). Ca' Foscari fu inoltre oggetto di quadri di molti vedutisti (come Luca Carlevarijs e Michele Marieschi).
Attualmente è sede storica dell'Università Ca' Foscari, la quale ha reso accessibile al pubblico  alcune delle più belle sale, come ad esempio l'Aula Baratto e l'Aula Berengo.
Nel 2013, grazie ad una serie di importanti interventi tecnici per il risparmio energetico e all'adozione di severe pratiche di gestione ambientale dell'edificio messe in atto dall'Ateneo veneziano, Ca' Foscari ottiene il certificato di sostenibilità LEED divenendo il più antico edificio al mondo a conquistare questa prestigiosa certificazione.

#### Cronologia di avvenimenti ed eventi nel palazzo
- 1513: festa per le nozze di Federico Foscari con una figlia di Giovanni Venier
- 1516: suddivisione della casa tra gli eredi della famiglia Foscari
- 1574: visita di Enrico III di Francia, ospitato a Ca' Foscari dove fu portato a bordo del Bucintoro e per lui il palazzo fu addobbato con gran sfarzo. Durante questo soggiorno il re si invaghì di Veronica Franco, cortigiana veneziana dedita anche alla poesia.
- 1661: gli eredi dei Foscari tornano ad abitare in un'ala nel palazzo, affittandone un'altra al duca di Brunswick
- 1698: lo zar Pietro I di Russia fu ospitato in gran segreto a Ca' Foscari
- 1747: caccia di tori nel cortile
- 1750: incendio
- 1790: muore l'ultimo della famiglia che abitò nella casa, Francesco Foscari
- 1811: attori dilettanti occuparono il palazzo per adibirlo a teatro
- 1835: il palazzo venne utilizzato da famiglie indigenti, artisti (che sfruttavano la vista sul Canal Grande) e negozianti (che lo utilizzavano come magazzino)
- 1837: iniziarono le trattative per l'acquisto del palazzo da parte del Comune
- 1840 circa: Laura e Marianna Foscari (anziane figlie di Nicolò Foscari), ridotte in povertà, tornarono ad abitarvi al secondo piano; nel palazzo e nel suo cortile speculatori e tagliapietre intanto depredavano la costruzione
- 1845: fu stipulato l'atto di acquisto da parte del Comune
- 1846: iniziarono lavori di restauro, ma vennero interrotti due anni dopo
- 1848: in occasione dei moti del 1848 e della costituzione a Venezia di un governo provvisorio, alcuni locali del piano terra furono concessi ad una legione della guardia civica creata da Daniele Manin
- 1849: durante il bombardamento di Venezia ad opera degli Austriaci alcune famiglie povere trovarono rifugio a Ca' Foscari; sotto la dominazione austriaca il palazzo venne adibito a caserma
- 1866: con la fine della terza guerra d'indipendenza italiana e il passaggio al Regno d'Italia, il comune prese nuovamente possesso del palazzo e ne adibì alcune stanze a deposito di oggetti utilizzati durante i festeggiamenti per la liberazione, in attesa di una decisione sulla definitiva destinazione
- 1868: la giunta municipale decise la destinazione a sede della Scuola superiore di commercio, poi università Ca' Foscari; nel dicembre dello stesso anno iniziarono i corsi, anche se i lavori di restauro si sarebbero conclusi solo l'anno dopo.

#### Restauri

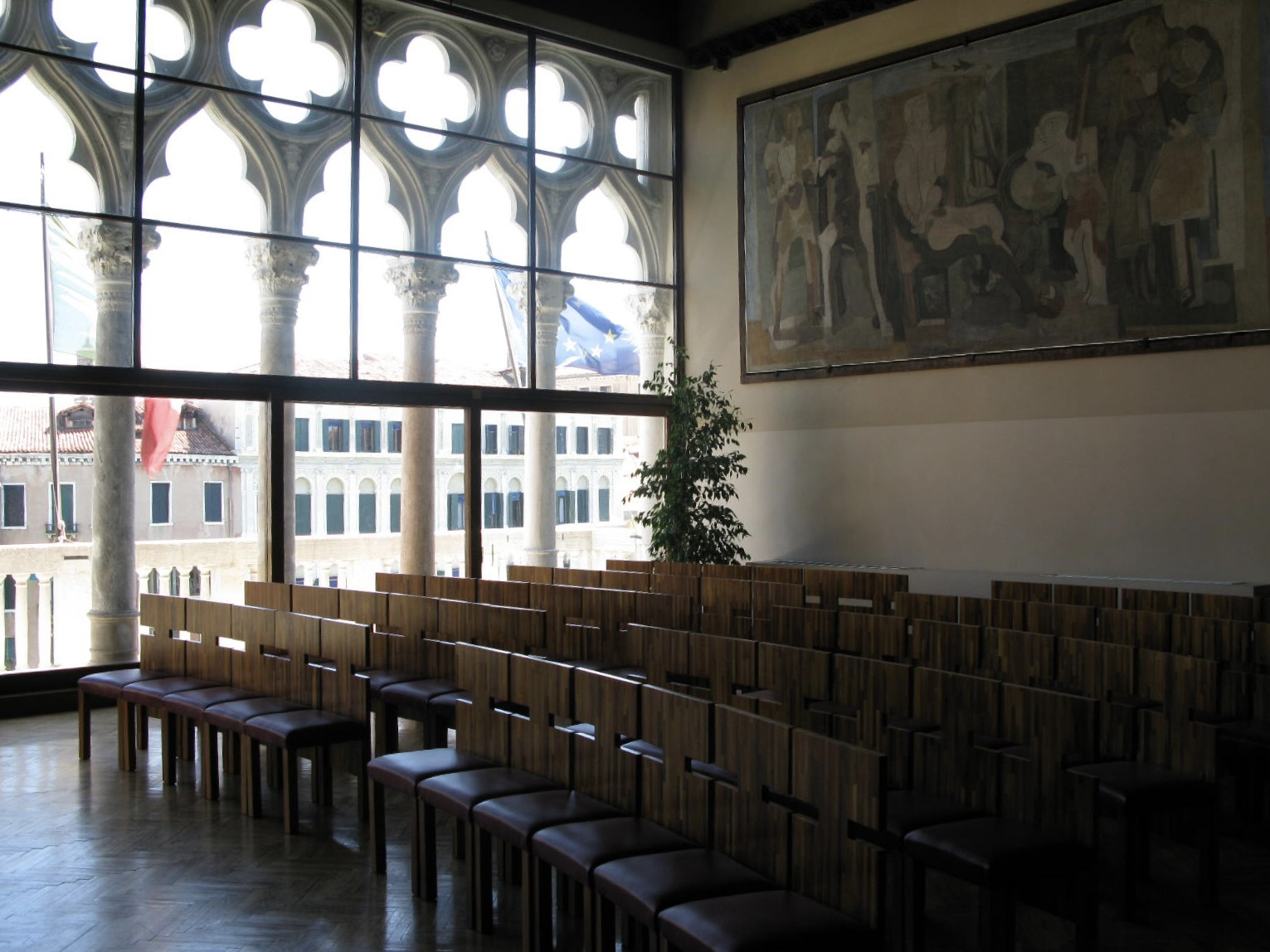
Chiusura della polifora realizzata nel 1936

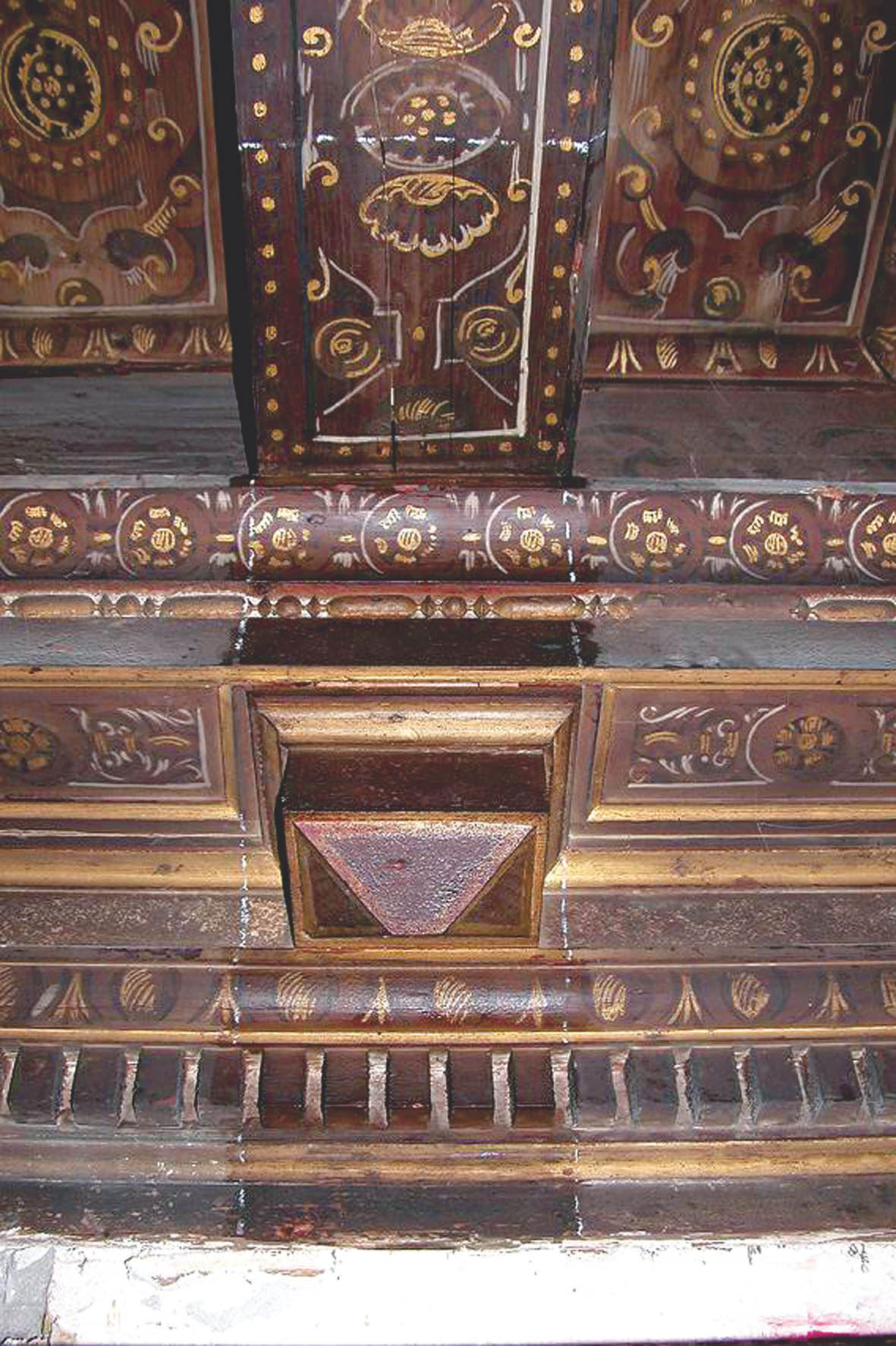
Ca' Foscari: soffitti decorati del XVI secolo

L'architetto Carlo Scarpa intervenne sul palazzo in due riprese (1936 e 1956).
Nel 1936 progettò il restauro di diversi ambienti del palazzo, su richiesta dell'allora rettore. Gli interventi riguardarono l'androne, l'attuale sala riunioni al primo piano, la prima aula magna, il cui spazio prima del restauro era occupato da un museo merceologico. Nell'androne fu ripristinato il collegamento visivo tra la porta d'acqua e l'entrata che dà sul cortile, eliminando la preesistente chiusura con due piccole porte d'accesso laterali.
Nel 1956 fu nuovamente chiamato per trasformare l'aula magna in aula di lezione, creando un corridoio per mezzo di una boiserie.
Negli anni 2004-2006 Ca' Foscari, insieme all'attigua Ca’ Giustinian, è stata oggetto di un altro intervento di restauro che ha inoltre compreso la realizzazione di collegamenti fra i due edifici e l'ammodernamento degli impianti. Durante i lavori di restauro sono stati messi in luce sotto il cortile resti del IX secolo e sono stati rinvenuti in una delle stanze del secondo piano un pavimento affrescato del XV secolo, in seguito coperto da un cristallo calpestabile, e soffitti con dorature del XVI secolo.

## Architettura
La Casa delle Due Torri era un edificio fondaco, con abitazione e magazzino, arretrato rispetto alla sponda del Canal Grande e con loggia a livello della porta d'acqua.
Il nuovo palazzo fu costruito come "domus magna" (abitazione e luogo di rappresentanza). Fu esteso fino al bordo del Canal Grande e vi fu aggiunto un secondo piano nobile, grazie al quale si elevava al di sopra delle altre case patrizie che sorgevano nelle vicinanze. L'altezza della casa si deve anche ad un basamento di pietra, che impediva che la marea lo raggiungesse. A livello della porta d'acqua venne realizzato un semplice portone, mentre fu aggiunta un'entrata secondaria sulla via pubblica.
Nel suo complesso la facciata di Ca' Foscari ricorda la Procuratia di San Marco e il Palazzo Ducale.
L'elemento architettonico di maggiore importanza è la loggia del secondo piano: le otto aperture e il fregio a quadrilobi con la conclusione in semi-quadrilobi alle due estremità creano l'effetto di una dilatazione dell'intera facciata.

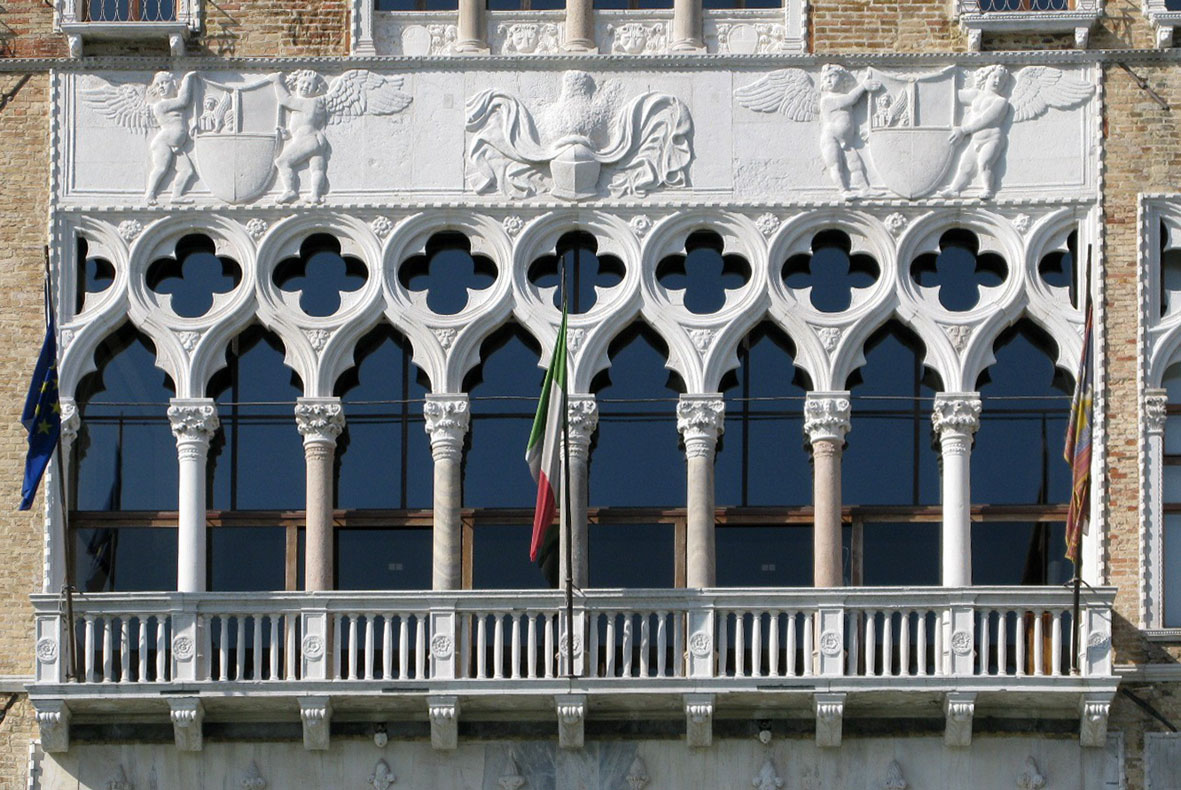
Ca' Foscari: la polifora del secondo piano con il fregio lapideo

Sopra la polifora del secondo piano è collocato un fregio lapideo con lo stemma della famiglia del doge e un elmo da giostra con il leone ad ali spiegate. Questo fregio, che originariamente era ornato d'oro e lapislazzuli, venne danneggiato all'arrivo di Napoleone Bonaparte a Venezia, ed è stato ripristinato negli anni venti del Novecento.
Un ulteriore piano (il terzo) si eleva sopra questo secondo piano nobile, ispirato alla polifora del terzo piano della Ca' d'Oro. Questa soluzione di tre piani con polifora crea una dilatazione anche verso l'altro, oltre che orizzontalmente.
Il cortile, che misura 940 m², supera in grandezza i cortili delle altre case private di Venezia, ed è secondo solo a quello del Palazzo Ducale.
Alcune caratteristiche architettoniche di Ca' Foscari sono state riprese da altri edifici appartenenti a personaggi politicamente vicini a Francesco Foscari, come dalla Ca' d'Oro di Michele Contarini (polifora con l'ornamento dei quadrilobi sopra le aperture archiacute e con la soluzione dei semi-quadrilobi alle estremità della polifora, tipologia della loggia-sopra-loggia), dalla casa a San Vidal di Francesco Barbaro (aumento dell'altezza del secondo piano) e dalla casa a San Polo della famiglia Bernardo (sovrapposizione di un altro piano sopra la seconda loggia).

### Portale
Il portale, oggi entrata principale di Ca' Foscari, è in pietra d'Istria. È incorniciato da fregi a scacchi e internamente da decorazioni a torciglioni.
È sovrastato da una lunetta ad arco inflesso, occupata da uno stemma centrale e tre putti, due ai lati e uno in alto, quest'ultimo nell'atto di incoronare gli altri due. All'interno dello stemma, nell'angolo in alto, è raffigurato il leone di san Marco che sorregge un libro aperto. Quando un decreto napoleonico del 1797 abolì gli stemmi nobiliari, come altri stemmi esposti all'esterno delle case, lo stemma fu occultato applicandovi uno strato di calce.

### Interno
L'androne (o portego) di Ca' Foscari si sviluppa tra il cortile e la porta d'acqua.
Al secondo piano si trova l'aula Baratto, realizzata nel corso dei restauri del 1936 e 1956. L'aula fu affrescata da Mario Sironi (Venezia, l'Italia e gli studi, 1935-1936). L'affresco comprende una serie di figure allegoriche: uno studente-atleta con libro e moschetto, simbolo dei Gruppi universitari fascisti (GUF), la "Tecnica", come figura femminile appoggiata ad una ruota, la "Medicina", figura femminile con caduceo, "Venezia" in trono, a cui si aggiungono il Leone di San Marco, le cupole della Basilica di San Marco e l'allegoria della "Madre patria", che celebra la vittoria italiana nella guerra d'Etiopia.
Nell'aula venne inoltre spostato un affresco di Mario Deluigi (La scuola), originariamente collocato al primo piano, che raffigura il maestro della scuola dei filosofi circondato dagli studenti.
Il pavimento in rovere risale al XIX secolo ed è stato restaurato a seguito di un incendio appiccato nel 1979 e ancora nel 2004.